# Phaeothyriolum
Phaeothyriolum ist die einzige Gattung  der einzigen Familie Murramarangomycetaceae der Schlauchpilze, die alleine die Ordnung Murramarangomycetales bilden.

## Merkmale
Phaeothyriolum-Arten bilden Blattflecken auf dem Wirt meist nur auf einer Seite des Blattes und oft vergesellschaftet mit anderen Pilzen. Das Mycel ist innerhalb der Epidermis, braun, septiert und verzweigt. Die Blattflecke haben ein rotpurpurnes Aussehen ohne ein sichtbares oberflächliches Mycel.  Die Fruchtkörper sind strahlenförmig angeordnet oder in Gruppen. Sie sind rund, erhöht mit gelappten, braunen Zellen von einer epidermis- oder parenchymartigen Textur. Das Hamathecium (das Gewebe zwischen den Schläuchen) besteht aus hyphenartigen Pseudoparaphysen, die sich bei Reife auflösen können, aber auch ausdauernd sein können. Sie sind durchscheinend, septiert und manchmal sich verästelnd. Die Schläuche sind immer achtsporig, ellipsoid bis beinahe keulenförmig, gestielt mit einer kleinen augenförmigen Kammer. Die Sporen sind in drei oder mehr Reihen angeordnet, spindelförmig-elliptisch bis fast eiförmig, durchscheinend, einfach septiert, tropfenförmig und körnig. Manchmal sind sie am Septum leicht eingeschnürt. Sie sind in einer schleimigen Hülle, die bei Reife fehlen kann.
Die Nebenfruchtform bildet ein Myzel bestehend aus durchscheinenden, glatten, unregelmäßigen Hyphen, die an den Septen eingeschnürt sind und braune, dickwandige Zellen bilden die zu konidiogenen Zellen werden. Diese sind braun, phialidisch (also flaschenförmig), tonnenförmig bis kugelig und in blumenkohlartigen Büscheln angeordnet. Die Konidien befinden sich in einer schleimigen Masse, sind unseptiert, durchscheinend, glatt und stäbchenförmig.

## Lebensweise
Phaeothyriolum-Arten leben parasitisch auf Blättern verschiedener Myrtengewächsen wie Angophora, Corymbia und Eucalyptusvor.

## Systematik und Taxonomie
Die Gattung Phaeothyriolum wurde 1938 von Hans Sydow beschrieben. 2017 beschrieb Pedro Willem Crous die Art Murramarangomyces corymbiae mit der Gattung Murramarangomyces in eine eigene monotypische Familie und Ordnung mit unsicherer Stellung innerhalb der Dothideomycetes. 2019 synonymisierte er die Gattung mit Phaeothyriolum. Da dieser Name älter ist, gilt nun dieser Name.
Nach Index Fungorum zählen folgende Arten zur Gattung (Stand Februar 2022):
- Phaeothyriolum amygdalinum
- Phaeothyriolum connari
- Phaeothyriolum corymbiae
- Phaeothyriolum dunnii
- Phaeothyriolum eucalyptinum
- Phaeothyriolum eucalyptorum
- Phaeothyriolum microthyrioides
- Phaeothyriolum smilacis